# Кафр Касим
Кафр Касим (хебр. כַּפְר קָסִם, כפר קאסם, арап. كفر قاسم), познат и као Кафр Касем, Куфур Касем, Кфар Касем и Кафар Касем, је град на врху брда у Израелу са већинским арапским становништвом. Налази се око 20 km источно од Тел Авива, на израелској страни Зелене линије која раздваја Израел и Западну обалу, у јужном делу „Малог троугла” арапско-израелских градова и села. Године 2021. имао је 24.757 становника.